# Liste von Söhnen und Töchtern der Stadt Seoul
Dies ist eine Liste bekannter Persönlichkeiten, die in der südkoreanischen Stadt Seoul geboren wurden.

## Bis 1900

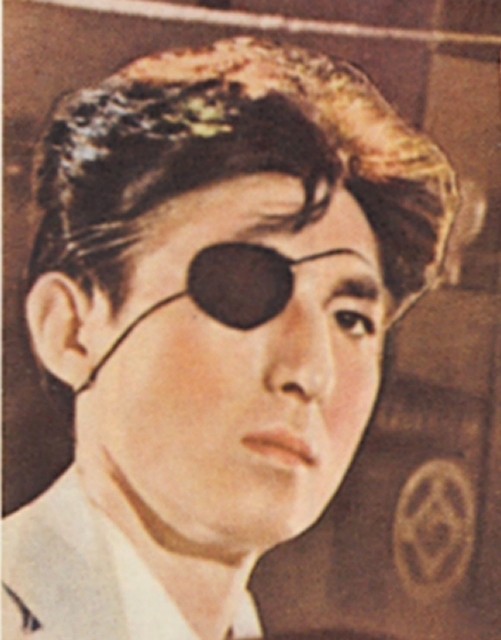
Akihiko Hirata
(1927–1984)

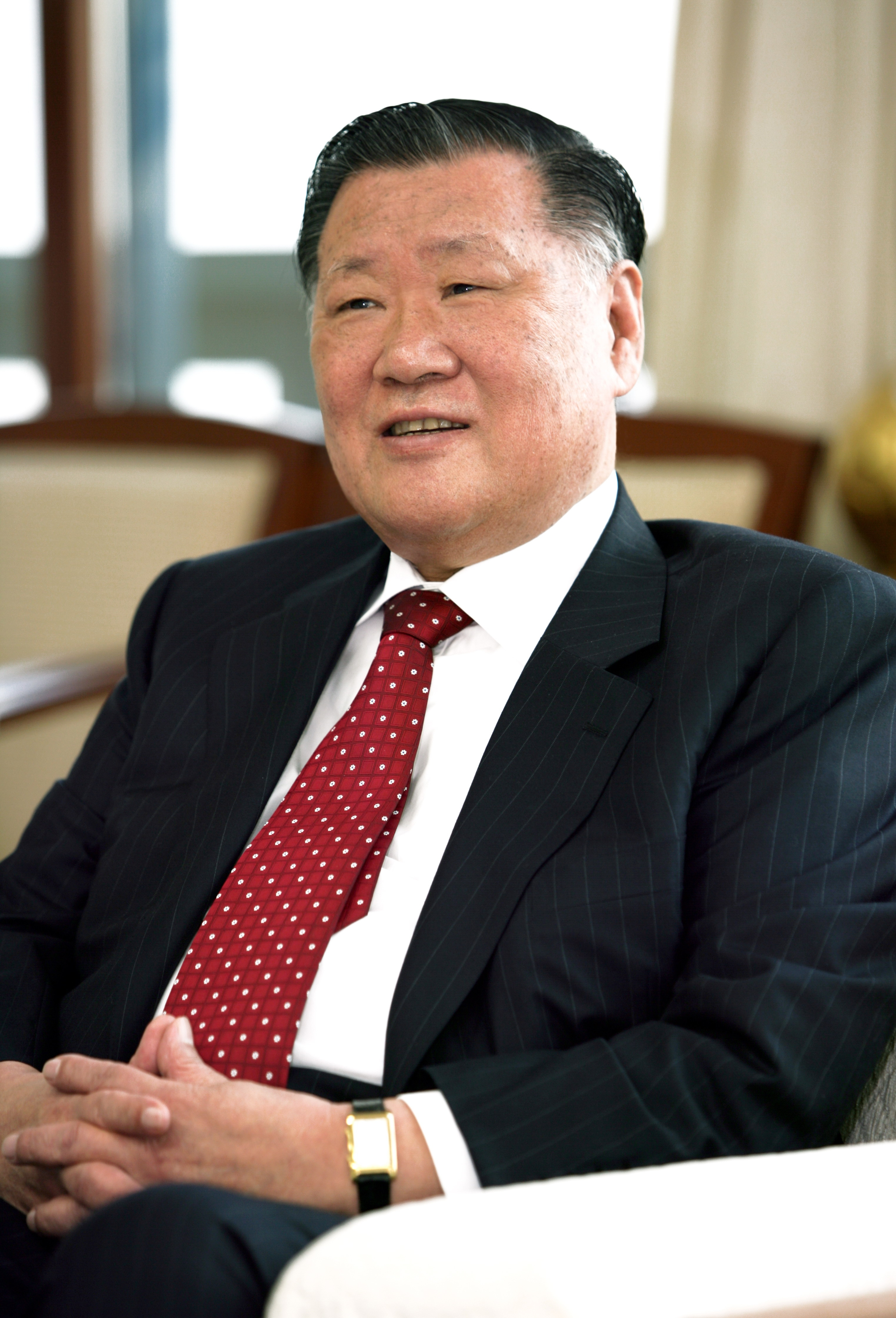
Chung Mong-koo
(* 1938)

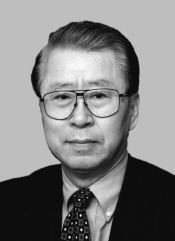
Jay Kim
(* 1939)

- Kim Si-seup (1435–1493), Dichter und Gelehrter
- Yun Seon-do (1587–1671), Dichter und Künstler
- Esther Pak (1876 oder 1877–1910), Sozialreformerin, Missionarin und Ärztin

## 20. Jahrhundert

### 1901–1940
- Kim Ki-young (1919–1998), Filmregisseur
- Peter Takaaki Hirayama (1924–2023), japanischer Geistlicher und römisch-katholischer Bischof von Ōita
- Hashida Sugako (1925–2021), japanische Filmautorin und Essayistin
- Akihiko Hirata (1927–1984), japanischer Schauspieler
- Lee Soo-nam (1927–1984), Fußballspieler
- Daehaeng Kunsunim (1927–2012), Seon-Meisterin
- Ham Heung-chul (1930–2000), Fußballspieler
- Toshiyuki Kajiyama (1930–1975), japanischer Schriftsteller
- Nicholas Cheong Jin-suk (1931–2021), römisch-katholischer Geistlicher, Erzbischof von Seoul, Kardinal
- Nam June Paik (1932–2006), US-amerikanischer Videokünstler
- John Chang-yik (1933–2020), römisch-katholischer Bischof von Chuncheon
- Choi Yeong-bae (* 1938), Eisschnellläufer
- Chung Mong-koo (* 1938), Manager, Chef der Hyundai Kia Automotive Group
- Goh Kun (* 1938), Politiker
- Jo Jae-hyeon (* 1938), Radrennfahrer
- Lee Seung-hun (* 1938), Radrennfahrer
- No Do-cheon (* 1938), Radrennfahrer
- Park Jong-hyeon (* 1938), Radrennfahrer
- Chong Hyon-jong (* 1939), Lyriker
- Jay Kim (* 1939), US-amerikanischer Politiker koreanischer Herkunft

### 1941–1950

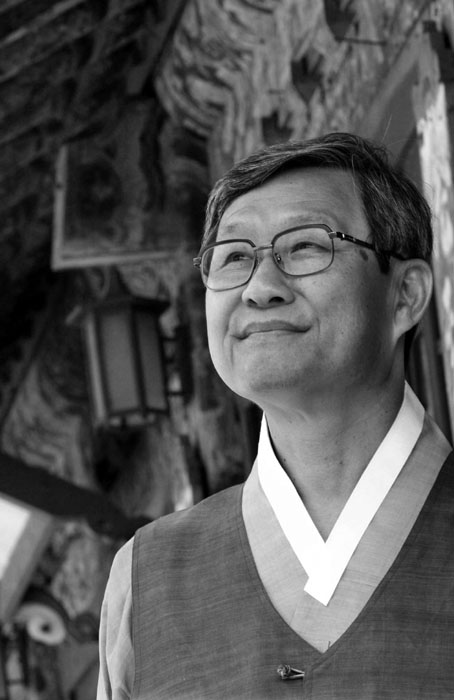
Kim Kwang-kyu
(* 1941)

- Ahn Jung-hyo (1941–2023), Schriftsteller und Übersetzer
- Kim Kwang-kyu (* 1941), Dichter und Übersetzer
- Kim Gwi-jin (* 1945), Eisschnellläuferin
- Park Che-ch’ŏn (1945–2023), Lyriker
- Kim Gwang-seon (* 1946), Radrennfahrer
- Kyongae Chang (* 1946), Astrophysikerin
- Kim Hoon (* 1948), Schriftsteller
- Choi Young-jin (* 1948), Diplomat
- Hae-Ja Kim de Rimasa (* 1949), argentinische Tischtennisspielerin
- Paul Tschang In-Nam (* 1949), römisch-katholischer Erzbischof und Diplomat
- Huh Kyung-young (* 1950), Politiker
- Lee Young-Jae (* 1951), Keramikerin
- Ma Kwang-soo (1951–2017), Schriftsteller und Universitätsprofessor

### 1951–1960
- Jang Sun-woo (* 1952), Filmregisseur

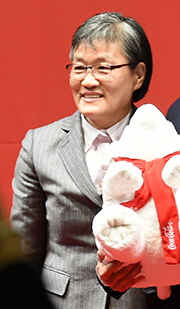
Lee Ailesa
(* 1954)

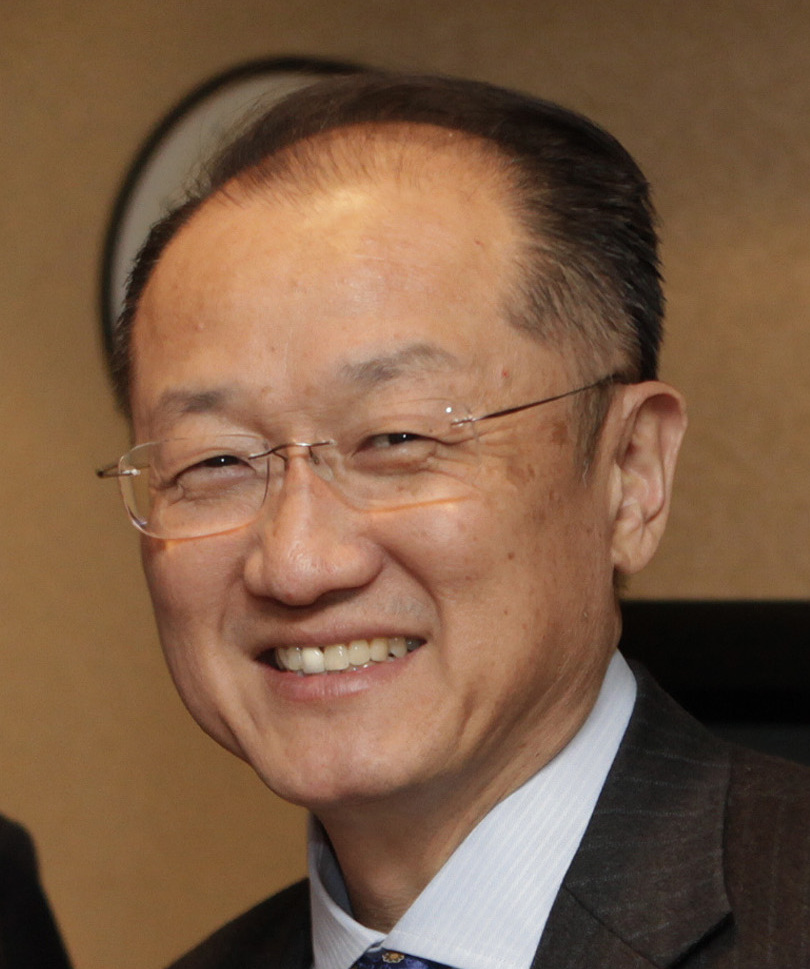
Jim Yong Kim
(* 1959)

- Chung Myung-whun (* 1953), Dirigent und Pianist
- Ch’oe Yun (* 1953), Autorin
- Lee Ailesa (* 1954), Tischtennisspielerin
- Yu Myeong-Hee (* 1954), Mikrobiologin
- Kang Kyung-wha (* 1955), Außenministerin
- Woo Bum-kon (1955–1982), Polizist und Amokläufer
- Daniel Chonghan Hong (1956–2002), Physiker
- Lee Hee-wan (1956–2011), Volleyballspieler und -trainer
- Lee Yang-hee (* 1956), Entwicklungspsychologin und Hochschullehrerin
- Lee Yeong-ha (1956–2019), Eisschnellläufer
- Woo Won-shik (* 1957), Politiker
- Debbie Green (* 1958), US-amerikanische Volleyballspielerin
- Jin-Hyun Paik (* 1958), Jurist und seit 2009 Richter am Internationalen Seegerichtshof
- Byung-Chul Han (* 1959), deutscher Autor und Essayist
- Jim Yong Kim (* 1959), südkoreanisch-US-amerikanischer Mediziner, Anthropologe und seit 2012 Präsident der Weltbank
- Lee Jun-ik (* 1959), Filmregisseur und Produzent
- Hong Sang-soo (* 1960), Filmregisseur und Drehbuchautor
- Paul Kyung Sang Lee (* 1960), römisch-katholischer Weihbischof in Seoul
- Phillip Rhee (* 1960), südkoreanisch-US-amerikanischer Schauspieler, Filmregisseur, Filmproduzent und Drehbuchautor
- Oh Yun-kyo (1960–2000), Fußballtorhüter und -trainer

### 1961–1970

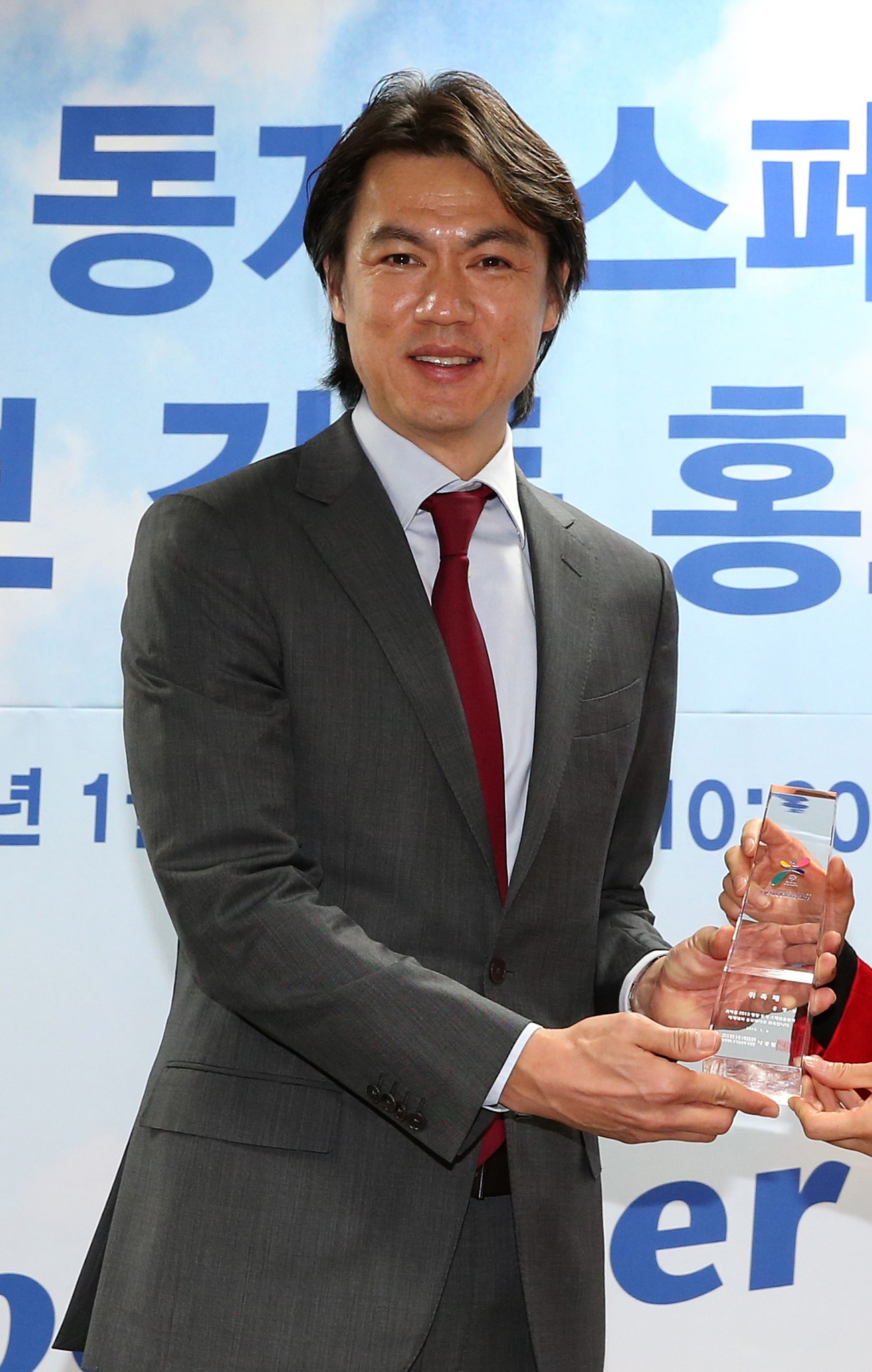
Hong Myung-bo
(* 1969)

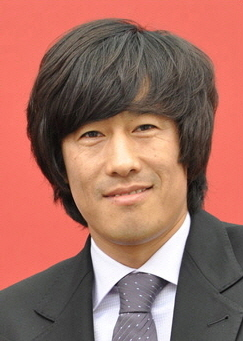
Seo Jung-won
(* 1970)

- Oh Se-hoon (* 1961), Politiker; Bürgermeister von Seoul
- Hellen Kwon (* 1961), Opern- und Konzertsängerin
- Titus Seo Sang-Bum (* 1961), römisch-katholischer Geistlicher, Militärbischof
- Do Ho Suh (* 1962), Künstler
- Na Yun-su (* 1962), Eisschnellläufer
- Meehyun Chung (* 1963), evangelische Theologin und Kirchenhistorikerin
- Jin-Sook Cords (* 1963), deutsch-koreanische Tischtennis-Nationalspielerin
- Chang Ha-joon (* 1963), Wirtschaftswissenschaftler
- Cho Min-kook (* 1963), Fußballspieler und -trainer
- Lee Young-jin (* 1963), Fußballspieler und -trainer
- Park Chan-wook (* 1963), Filmregisseur, Drehbuchautor und Filmproduzent
- Jim Lee (* 1964), US-amerikanischer Comiczeichner und -verleger
- Han Suk-kyu (* 1964), Schauspieler
- Kim Jee-woon (* 1964), Regisseur und Drehbuchautor
- Lisa Ullén (* 1964), schwedische Pianistin und Komponistin
- An Young-su (* 1964), Boxer
- Hur Jae (* 1965), Basketballspieler und -trainer
- Jo Jae-hyun (* 1965), Schauspieler
- Nora Okja Keller (* 1965), US-amerikanische Autorin
- Chang-Rae Lee (* 1965), US-amerikanischer Schriftsteller
- Kang Soo-youn (1966–2022), Schauspielerin
- Insook Ju (* 1966), Künstlerin
- Ki-Hyang Lee (* 1967), südkoreanisch-deutsche Übersetzerin und Verlegerin
- Kim Ki-hoon (* 1967), Shorttracker
- Ha Song-ran (* 1967), Schriftstellerin
- Jinran Kim (* 1968), Künstlerin
- Min Jin Lee (* 1968), koreanisch-amerikanische Schriftstellerin und Journalistin
- Lim Su-gyung (* 1968), Politikerin
- Jo Kyung-ran (* 1969), Autorin
- Hong Myung-bo (* 1969), Fußballspieler und -trainer
- Chung Chung-hoon (* 1970), Kameramann
- Esbjörn Hofverberg (* 1970), deutsch-schwedischer Eishockeyspieler
- Schröder-Kim So-yeon (* 1970), Wirtschaftsmanagerin, Dolmetscherin und Übersetzerin
- Koh Chang-su (* 1970), Komponist
- Lee Bong-ju (* 1970), Marathonläufer
- Lee Cheol-ha (* 1970), Regisseur und Drehbuchautor
- Lee In-hun (* 1970), Eisschnellläufer
- Lee Kwang-keun (* 1970), Opernsänger
- Seo Jung-won (* 1970), Fußballspieler

### 1971–1980
- Sung-Hee Kim-Wüst (* 1971), Pianistin
- Cheon Woon-young (* 1971), Schriftstellerin

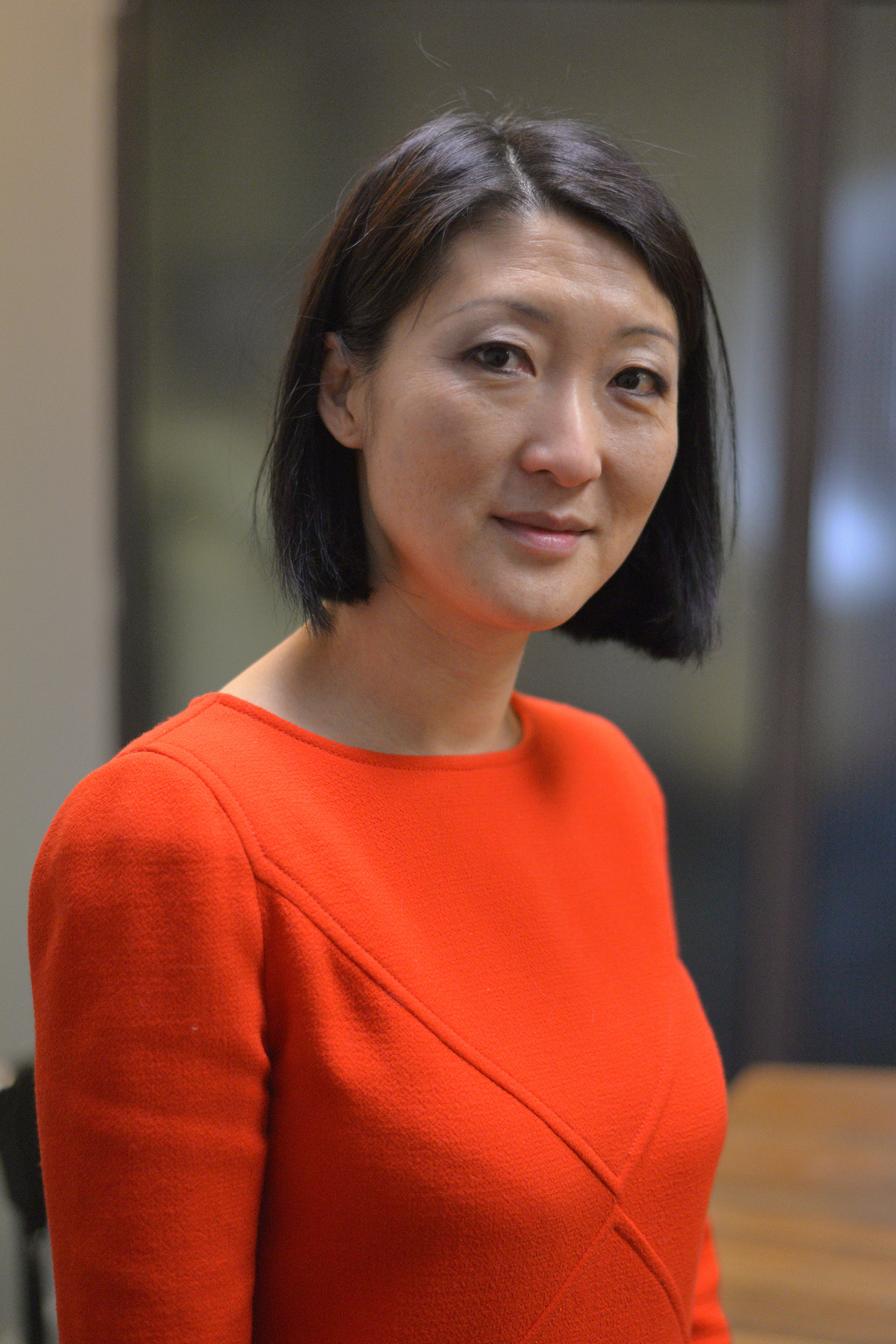
Fleur Pellerin
(* 1973)

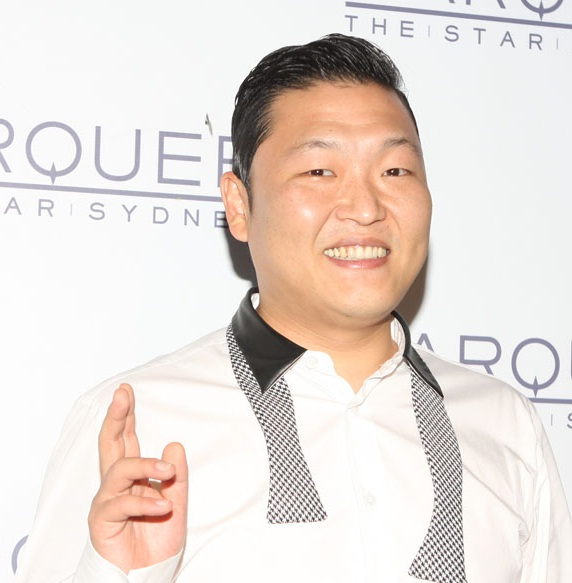
Psy
(* 1977)

- Haegue Yang (* 1971), Installationskünstlerin
- Lee Yeong-ae (* 1971), Schauspielerin
- John Cho (* 1972), US-amerikanischer Schauspieler südkoreanischer Herkunft
- Bae Yong-joon (* 1972), Schauspieler
- Jang Dong-gun (* 1972), Schauspieler und Musiker
- Park Jin-young (* 1972), Sänger, Songwriter und Musikproduzent
- Kim Joo-hyuck (1972–2017), Schauspieler
- Laure Mi Hyun Croset (* 1973), Schweizer Schriftstellerin
- Patrick Frey (* 1973), deutscher Industriedesigner
- Hur Suk-ho (* 1973), Golfer
- Kim Yunjin (* 1973), südkoreanisch-US-amerikanische Schauspielerin
- Fleur Pellerin (* 1973), französische Politikerin
- Kim Ho-yeon (* 1974), Schriftsteller
- Jang Jin-young (1974–2009), Schauspielerin
- Nicole Bilderback (* 1975), US-amerikanische Schauspielerin
- David W. K. Johnson (* 1975), US-amerikanischer Komponist und Posaunist
- Ha Young Lee (* 1975), Sopranistin
- Lee Sun-kyun (1975–2023), Schauspieler
- Daewon Song (* 1975), US-amerikanischer Skateboarder koreanischer Abstammung
- Yoonki Baek (* 1976), Opern- und Konzertsänger
- Gu Byeong-mo (* 1976), Schriftstellerin
- Hines Ward (* 1976), US-amerikanischer American-Football-Spieler
- Matthew Choi Kwang-Hee (* 1977), katholischer Geistlicher, Weihbischof in Seoul
- Gee Hye Lee (* 1977), Jazzpianistin
- Psy (* 1977), Sänger
- Miriam Yung Min Stein (* 1977), deutsche Journalistin und Autorin
- Kim Ha-neul (* 1978), Schauspielerin
- Cho In-ho (* 1978), Skeletonfahrer und Bobsportler
- Ha Ji-won (* 1978), Schauspielerin und Sängerin
- Lee Kwan-woo (* 1978), Fußballspieler
- Denyce Lawton (* 1978), Schauspielerin und Model
- Linda Park (* 1978), US-amerikanische Schauspielerin
- Woo Sun-hee (* 1978), Handballspielerin
- Bae Doona (* 1979), Schauspielerin
- Joscelin Yeo (* 1979), singapurische Schwimmerin
- Choi Seung-yong (* 1980), Eisschnellläuferin
- Chun Jung-myung (* 1980), Schauspieler
- Chung Kyung-ho (* 1980), Fußballspieler
- Joo Se-hyuk (* 1980), Tischtennisspieler
- Park Tae-kyong (* 1980), Hürdenläufer
- Yang Tae-young (* 1980), Turner

### 1981–1990

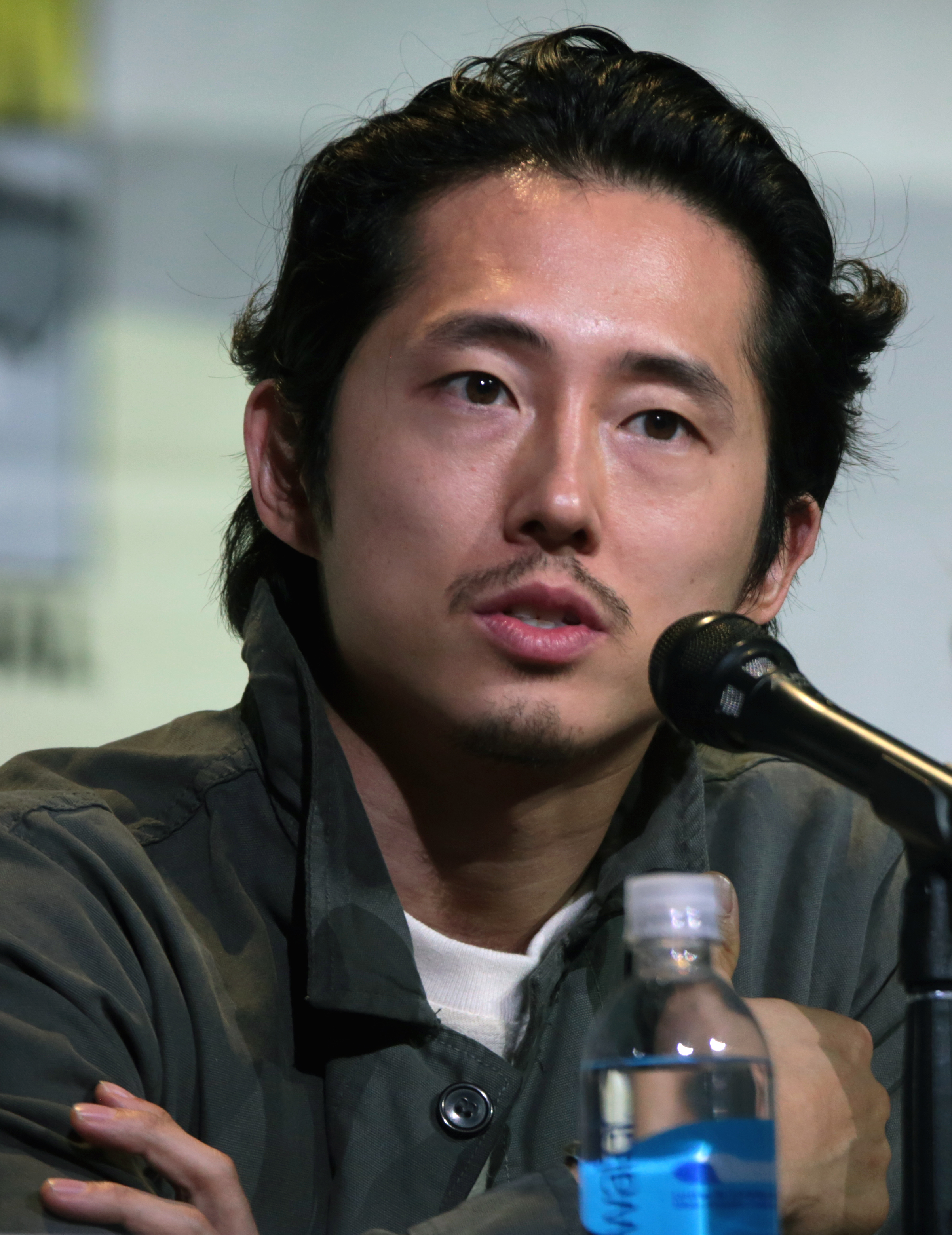
Steven Yeun
(* 1983)

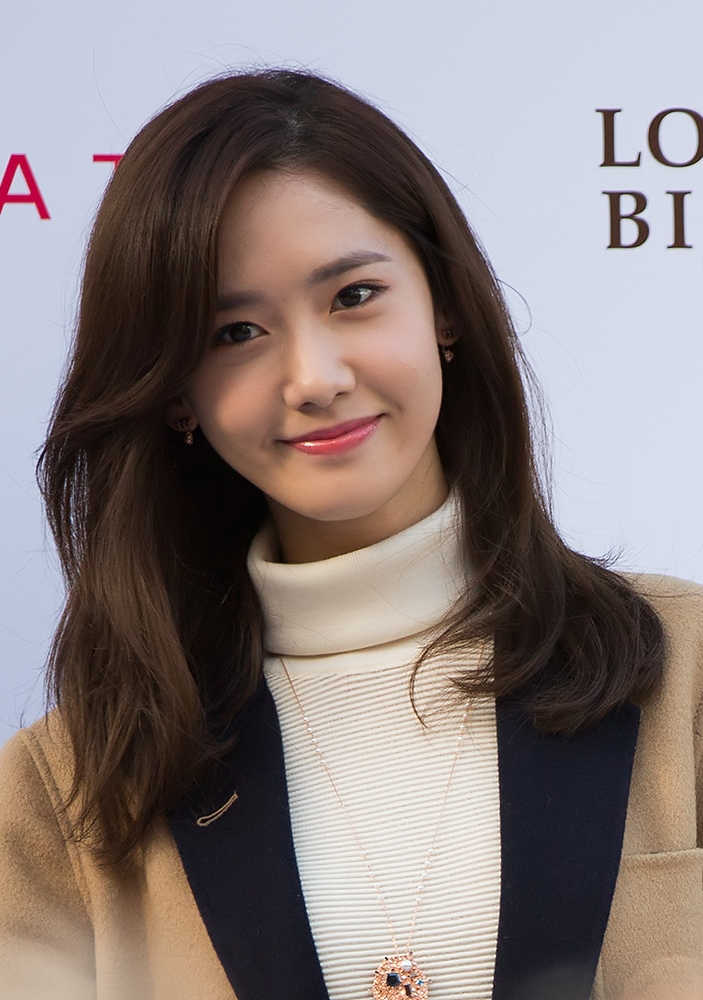
Yoona
(* 1990)

- Jun Ji-hyun (* 1981), Schauspielerin und Model
- Ji Young-jun (* 1981), Marathonläufer
- Lee Dong-wook (* 1981), Schauspieler und Model
- Park Ji-sung (* 1981), Fußballspieler
- Kang Cho-hyun (* 1982), Sportschützin
- Kim Min-hee (* 1982), Schauspielerin
- Kim Mu-yeol (* 1982), Schauspieler
- Lee Min-jung (* 1982), Schauspielerin
- Rain (* 1982), Schauspieler und Sänger
- Ryu Seung-min (* 1982), Tischtennisspieler
- Jasmine Choi (* 1983), Flötistin
- Kim Ga-young (* 1983), Poolbillardspielerin
- Jung Ji-hyun (* 1983), Ringer
- Ae-Ri Noort (* 1983), niederländische Steuerfrau im Rudern, Medizinerin
- Steven Yeun (* 1983), südkoreanisch-US-amerikanischer Schauspieler
- Seo Ji-hye (* 1984), Schauspielerin
- Oh In-hye (1984–2020), Schauspielerin und Model
- Han Sang-hoon (* 1984), Badmintonspieler
- Jung Sang-jin (* 1984), Speerwerfer
- Soojin Suh (* 1984), Jazzmusikerin
- Oh Min-ji (* 1985), Eisschnellläuferin
- Cha Ye-ryun (* 1985), Schauspielerin
- Lee Jun-seok (* 1985), Politiker
- Song Hai-rim (* 1985), Handballspielerin
- Steve Sung (* 1985), US-amerikanisch-südkoreanischer Pokerspieler
- Boram (* 1986), Sängerin und Schauspielerin
- Cha Dong-min (* 1986), Taekwondoin und Olympiasieger
- Lee Chae-young (* 1986), Schauspielerin
- Joseph Cheong (* 1986), US-amerikanischer Pokerspieler
- Choi Yun-hee (* 1986), Stabhochspringerin
- Jun Woong-sun (* 1986), Tennisspieler
- Jenna Ushkowitz (* 1986), US-amerikanische Schauspielerin
- Jehye Lee (* 1986), Geigerin
- Lee Yong (* 1986), Fußballspieler
- Yoo Mi (* 1986), Tennisspielerin
- Kim Seon-ho (* 1986), Schauspieler
- Stacey Milbern (1987–2020), queere, koreanisch-amerikanische Behindertenrechtsaktivistin
- Cho Min-ho (1987–2022), Eishockeyspieler
- Kim Dong-hyun (* 1987), Bobfahrer
- Kim Sun-yong (* 1987), Tennisspieler
- Lee Ju-yeon (* 1987), Eisschnellläuferin
- Jang Soo-young (* 1988), Badmintonspielerin
- Jin Sun-yu (* 1988), Shorttrackerin
- Hyo-Jung Kim (* 1988), US-amerikanischer Shorttrackerin
- Lee Chung-yong (* 1988), Fußballspieler
- Lee Han-bin (* 1988), Shorttracker
- Lee Joon (* 1988), Sänger, Model, Filmschauspieler und Fernsehschauspieler
- Lee Seung-hoon (* 1988), Eisschnellläufer und Shorttracker
- Park In-bee (* 1988), Golferin
- Chang Ye-na (* 1989), Badmintonspielerin
- Lee Bum-young (* 1989), Fußballspieler
- Shin Hye-sun (* 1989), Schauspielerin
- Lim Eun-ji (* 1989), Stabhochspringerin
- Lim Nam-kyu (* 1989), Rennrodler
- Shim Seo-yeon (* 1989), Fußballspielerin
- Park Tae-hwan (* 1989), Schwimmer
- Ajoo (* 1990), Sänger
- Esom (* 1990), Schauspielerin
- Baek Jin-hee (* 1990), Schauspielerin
- Kim Ho-jun (* 1990), Snowboarder
- Lim Ji-yeon (* 1990), Schauspielerin
- Choi In-jeong (* 1990), Degenfechterin
- Choi Woo-shik (* 1990), Schauspieler
- Han Kook-young (* 1990), Fußballspieler
- Kim Bong-jin (* 1990), Fußballspieler
- Kim Jonghyun (1990–2017), Musiker (SHINee)
- Kim Tae-ri (* 1990), Schauspielerin
- Kim Yu-rim (* 1990), Eisschnellläuferin
- James Park (* 1990), deutsch-koreanischer Opern- und Musicaldarsteller und Schauspieler
- Park Seung-ju (* 1990), Eisschnellläufer
- Shin So-jung, (* 1990), Eishockeytorhüterin
- Yoona (* 1990), Schauspielerin und Sängerin der Gruppe Girls’ Generation

### 1991–2000

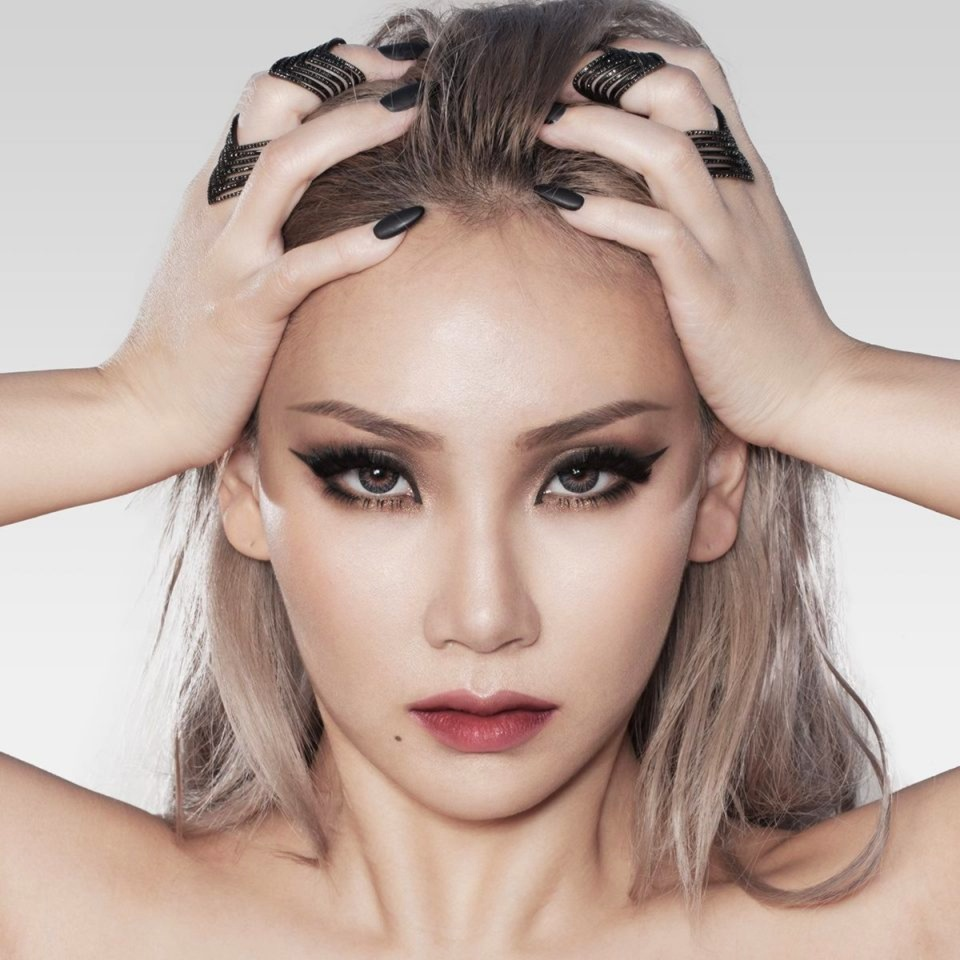
CL
(* 1991)

- CL (* 1991), Rapperin, Popsängerin, Tänzerin, Designerin und Model
- Ha Hong-seon (* 1991), Eisschnellläufer
- Yang Han-been (* 1991), Fußballspieler
- Jo Hyo-bi (* 1991), Handballspielerin
- Jang Hyun-soo (* 1991), Fußballspieler
- Cho Soo-hyang (* 1991), Schauspielerin
- An Ji-min (* 1992), Eisschnellläuferin
- Chanyeol (* 1992), Schauspieler und Rapper
- Kang Yoon-seok (* 1992), Eishockeyspieler
- Ko Ah-seong (* 1992), Schauspielerin
- Lee Dae-hoon (* 1992), Taekwondoin
- Kwon Kyung-won (* 1992), Fußballspieler
- Kim Min-hyeok (* 1992), Fußballspieler
- Lee Se-young (* 1992), Schauspielerin
- Moon Seon-min (* 1992), Fußballspieler
- Seo Myung-joon (* 1992), Freestyle-Skier
- Seo Ji-yeon (* 1993), Säbelfechterin
- Park Jun-heong (* 1993), Fußballspieler
- Kang Sang-woo (* 1993), Fußballspieler
- Lee Taemin (* 1993), Sänger, Tänzer und Schauspieler
- Choi Jae-woo (* 1994), Freestyle-Skier
- Jeong Ha-dam (* 1994), Schauspielerin
- Park Hye-su (* 1994), Schauspielerin und Sängerin
- Younghoe Koo (* 1994), American-Football-Spieler
- Son Na-eun (* 1994), Sängerin und Schauspielerin
- Kim Tae-yun (* 1994), Eisschnellläuferin
- Go Won-hee (* 1994), Schauspielerin und Model
- Son Yeon-jae (* 1994), rhythmische Sportgymnastin
- Choi Du-jin (* 1995), Biathlet
- Jun Woong-tae (* 1995), moderner Fünfkämpfer
- Lee Jun-ho (* 1995), Turner
- Park In-hyeok (* 1995), Fußballspieler
- YooA (* 1995), Sängerin, Entertainerin und Model
- Chon Jongwon (* 1996), Sportkletterer
- Chung Hyeon (* 1996), Tennisspieler
- Hwang Mun-ki (* 1996), Fußballspieler
- Go Youn-jung (* 1996), Schauspielerin
- Kim Min-jung (* 1997), Sportschützin
- Lee Seung-won (* 1997), Fußballspieler
- Lee Woo-seok (* 1997), Bogenschütze
- Chung Yun-seong (* 1998), Tennisspieler
- Kim Kyoung-eun (* 1998), Freestyle-Skierin
- Lee Jung-moon (* 1998), Fußballspieler
- Park Sang-hyeok (* 1998), Fußballspieler
- Shin Jea-hwan (* 1998), Turner
- Hong Hyun-seok (* 1999), Fußballspieler
- Jin Ji-hee (* 1999), Schauspielerin und Synchronsprecherin
- Kim Min-sun (* 1999), Eisschnellläuferin
- Lee Yun-oh (* 1999), Fußballspieler
- Jeong Na-eun (* 2000), Badmintonspielerin
- Jung Da-bin (* 2000), Schauspielerin
- Kim Sae-ron (2000–2025), Schauspielerin

## 21. Jahrhundert
- Bak Keon-woo (* 2001), Fußballspieler
- Ryujin (* 2001), Rapperin, Sängerin, Tänzerin und Schauspielerin
- Lee Do-hyun (* 2002), Sportkletterer
- Shin Eun-soo (* 2002), Schauspielerin
- Lee Tae-seok (* 2002), Fußballspieler
- Hong Seok-ju (* 2003), Fußballspieler
- Lee Ji-han (* 2003), Fußballspieler
- Seo Chae-hyun (* 2003), Sportkletterin
- Kim Chae-yeon (* 2006), Eiskunstläuferin
- Nwamadi Joel-jin (* 2006), Sprinter